# Wet op de rechterlijke organisatie
De Wet op de rechterlijke organisatie (Wet RO) regelt in Nederland de (samenstelling van de) rechterlijke macht, de Raad voor de rechtspraak, de Procureur-generaal bij de Hoge Raad, het Openbaar Ministerie en de rechterlijke ambtenaren in opleiding.
Dit betreft een van de oudste thans nog geldende wetten in Nederland, evenals de oudste bepalingen in het (Oud-)Burgerlijk Wetboek (uit 1838) oorspronkelijk geschreven in de spelling Siegenbeek (onder meer met recht nog geschreven als regt met -gt: Wet van den 18den April 1827, op de zamenstelling der Regterlijke magt en het beleid der Justitie.
De wet geeft ook een aantal regels over de procedure bij de verschillende gerechten. De belangrijkste regels met betrekking tot de civiele en strafrechtelijke procedures worden gegeven in het Wetboek van Burgerlijke Rechtsvordering en het Wetboek van Strafvordering.
Het bestuursrecht daarentegen kent zijn eigen regels, die voornamelijk te vinden zijn in de Algemene wet bestuursrecht, de Wet op de Raad van State en de Beroepswet.
In 2002 traden de Wet Organisatie Bestuur Gerechten (Wet OBG) en de Wet Raad voor de rechtspraak (Wet Rvdr) en de vernieuwde Wet op de Rechterlijke organisatie in werking, waarmee de rechterlijke organisatie werd gemoderniseerd en de Raad voor de rechtspraak in het leven werd geroepen.